# Grosuplje
Die Stadt Grosuplje (deutsch: Großlupp) ist eine Kleinstadt südlich von Ljubljana in der historischen Landschaft Unterkrain in der Region Dolenjska in Slowenien (Region Zentralslowenien). Die Stadt ist Hauptort und Sitz der Gemeinde Grosuplje mit fast 67 Ortschaften und Siedlungen.
Im Jahre 1136 wurde die Ortschaft erstmals erwähnt.

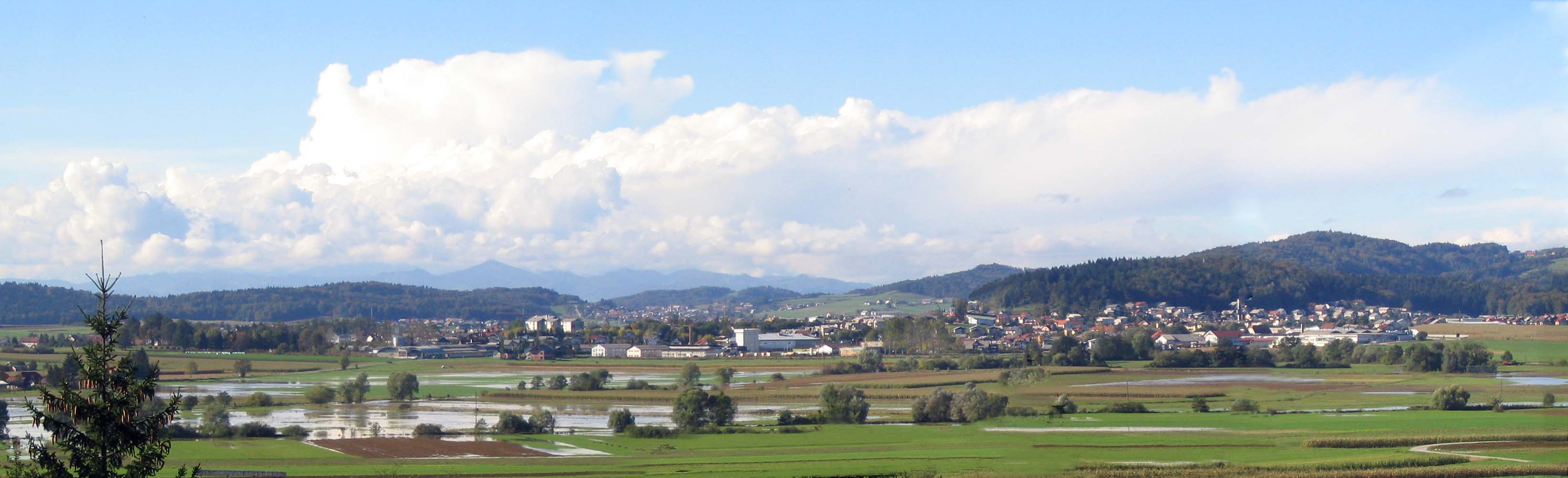
Die Stadt Grosuplje